# Connie Sawyer
Connie Sawyer, geboren als Rosie Cohen (Pueblo, 27 november 1912 – Woodland Hills, 21 januari 2018) was een Amerikaanse actrice.

## Levensloop en carrière
Sawyer verscheen voor het eerst op televisie in 1948 in een comedy show. In 1959 werd ze gecast als 'Miss Wexler' in A Hole in the Head met Frank Sinatra en Eleanor Parker. In 1961 speelde ze in Ada naast Dean Martin en Susan Hayward. Later speelde ze vooral gastrollen in televisieseries zoals Hawaii Five-O, Boy Meets World, That 70's Show, 8 Simple Rules, How I Met Your Mother en The Office.
Ze werd 105 jaar oud en overleed in het Motion Picture & Television Country House and Hospital. Sawyer is begraven aan de Hillside Memorial Park Cemetery in Culver City.